# Irmela Broniecki
Irmela Broniecki (* 26. April 1944 in Speyer als Irmela Eggert; † 3. Dezember 2019) war eine deutsche Florettfechterin, deutsche Meisterin und Teilnehmerin an den Olympischen Spielen 1972 in München. Sie focht beim Kölner FK.
Irmela Eggert gewann 1970 die Deutschen Einzelmeisterschaften im Florettfechten. 1972 nahm sie an den Olympischen Spielen in München im Einzel und mit der Mannschaft teil. Im Einzel schied sie in der zweiten von vier Runden aus, mit der Mannschaft belegte sie zusammen mit Gudrun Theuerkauff, Karin Gießelmann, Monika Pulch und Erika Bethmann den fünften Platz.